# 奥尔梅达-德拉斯丰特斯
奥尔麦达代拉斯福安代斯，是西班牙马德里自治区的一个市镇。总面积16.73平方公里，总人口348人（2018年），人口密度20人/平方公里。